# Pigra
Pigra (lombardul: Pigri) település Olaszországban, Lombardia régióban, Como megyében. Lakosainak száma 238 fő (2023. január 1.). Pigra Blessagno, Dizzasco, Argegno, Colonno és Laino községekkel határos.

## Népesség
A település lakossága az elmúlt években az alábbi módon változott:
| Lakosok száma | 252  | 244  | 238  |
|               | 2017 | 2018 | 2023 |